# MEMS-Oszillator
MEMS-Oszillatoren sind elektronische Oszillatorschaltungen, die als wesentliches frequenzbestimmendes Element einen Resonator aus Polysilizium enthalten. MEMS ist die Abkürzung für englisch micro electro mechanical system, ein Mikrosystem.
Im Gegensatz zu den im Anwendungsbereich vergleichbaren Quarzoszillatoren wird der MEMS-Resonator zusammen mit anderen elektronischen Schaltungen auf einem Halbleiter-Die hergestellt, was kleinere Abmessungen ermöglicht. Die Entwicklung zu ersten MEMS-Oszillatoren, damals als Resonistor bezeichnet, gehen auf Arbeiten um Raymond J. Wilfinger bei der Firma IBM Ende der 1960er Jahre zurück. Doch erst in den 2000er Jahren gelang es, markttaugliche MEMS-Oszillatoren in Serie herzustellen.

## Aufbau

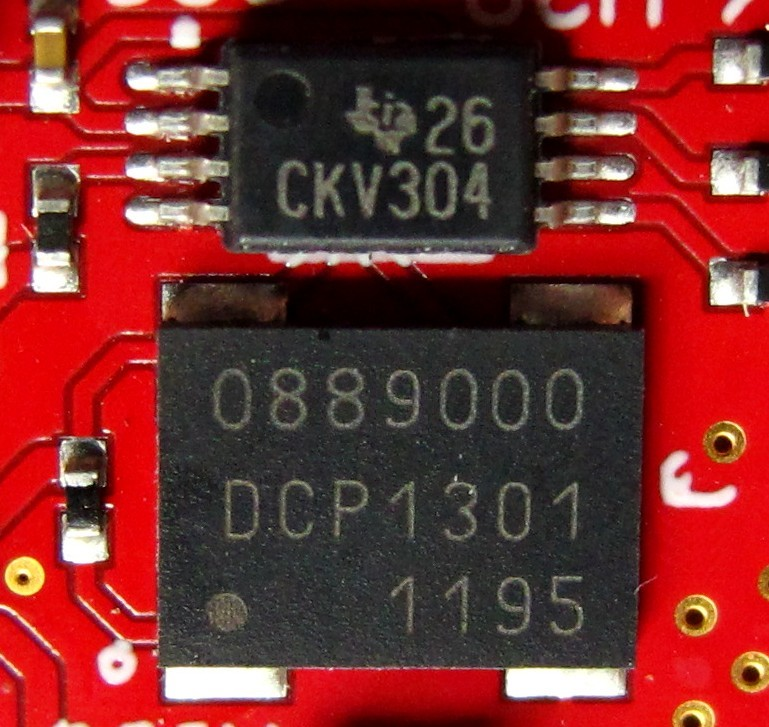
MEMS-Oszillatorchip mit einer Ausgangsfrequenz von 88,9 MHz in einem 7 mm × 5 mm-Kunststoffgehäuse auf einer Leiterplatte. Darüber ein Chip für die Taktverteilung

Bei einem MEMS-Oszillator wird anstelle des Schwingquarzes ein MEMS-Resonator aus Polysilizium eingesetzt, das im Gegensatz zu Quarz nicht piezoelektrisch ist. Für den Betrieb eines MEMS-Resonators ist unter anderem eine Gleichspannung nötig, um den MEMS mechanisch vorzuspannen. Die Impedanz eines MEMS ist im Vergleich zu einem Schwingquarz deutlich höher. Das bedingt eine speziell an den MEMS angepasste Oszillatorschaltung. Der MEMS-Resonator besitzt im Gegensatz zu einem Quarzoszillator eine starke Temperaturabhängigkeit im Bereich von −25 ppm/K. Für einen über den vorgesehenen Temperaturbereich frequenzstabilen Oszillator muss die Temperaturabweichung im Resonator mittels eigener Temperatursensoren und elektronischer Schaltungsteile kompensiert werden.
Zusätzlich zu der Oszillatorschaltung und Temperaturkompensation beinhalten handelsübliche MEMS-Oszillatoren noch eine spezielle Phasenregelschleife (PLL), üblicherweise eine Fractional-N-PLL, welche aus der durch die mechanische Größe unveränderlich festgelegten Resonatorfrequenz eine konfigurierbare und in bestimmten Grenzen beliebig einstellbare Ausgangsfrequenz generiert. Die dafür nötigen Teilerverhältnisse der PLL sind bei MEMS-Oszillatoren gemeinsam mit den Koeffizienten für die Temperaturkompensation in einem Festwertspeicher im Halbleiterchip abgelegt. Durch einmalige Programmierung dieses Speichers erfolgt die Einstellung der gewünschten Ausgangsfrequenz. Der eigentliche MEMS-Resonator weist mechanische Längen im Bereich einiger 100 µm auf, die zusätzlichen elektronischen Schaltungsteile besitzen in etwa ähnliche Ausdehnungen, womit sich der gesamte MEMS-Oszillator auf einer Grundfläche von unter 1 mm2 realisieren lässt.
MEMS-Oszillatoren weisen vergleichsweise hohes Phasenrauschen bzw. Jitter auf, auch bedingt durch das Stellverhalten der elektronischen Temperaturkompensation. Dem stehen im Vergleich zu Schwingquarzen Kostenvorteile in der Fertigung gegenüber, die Unempfindlichkeit gegenüber mechanischen Erschütterungen und die Möglichkeit, MEMS-Oszillatoren besser miniaturisieren zu können. Die Abweichungen bei der Frequenzstabilität lagen im Jahr 2012 in der Größenordnung von ±10 ppm bis über ±100 ppm. Konkrete Werte variieren je nach Oszillatortyp und Qualität.
Untersuchungen ergaben, dass eine Atmosphäre mit bereits zwei Prozent Helium eine destruktive Wirkung auf ungekapselte MEMS-Oszillatoren hat. Aufgrund des auf reinem Silizium basierenden Die diffundieren Helium-Atome in die Struktur und beeinflussen negativ die Schwingcharakteristik. Elektronische Schaltungen mit offenen MEMS-Oszillatoren werden auch in Smartphones eingesetzt und können diese unter Heliumeinfluss betriebsunfähig machen. Das Problem tritt unter anderem in Krankenhäusern in der Nähe von Helium gekühlten MRT-Geräten auf.